# Éric Conan
Éric Conan, nacido el 15 de marzo de 1955, es un periodista y ensayista francés.

## Biografía
Diplomado por el Instituto de estudios políticos de París, es antiguo alumno de la Escuela nacional de la salud pública. Ha trabajado en los diarios Liberation, Le Monde, Esprit (donde fue redactor en jefe) o L'Express, para finalmente recalar en la revista Marianne. Ha escrito junto al historiador Henry Rousso sobre la historia de la Francia de Vichy.

## Polémicas
El 25 de octubre de 2000, fue condenado por difamación por la Sala 11.ª  del Tribunal de apelación de París; el 2 de octubre de 2001, el Tribunal de casación rechazó su recurso. Había sido acusado por Jacques Baynac de compartir ciertas afirmaciones sobre Robert Faurisson y la cámara de gas.
En 2017, firmó en el diario Le Figaro una tribuna libre titulada « Europe : la supranationalité a échoué, faisons confiance aux nations ».

## Obras
- Sans oublier les enfants – Les camps de Pithiviers et de Beaune-la-Rolande (19 juillet-16 septembre 1942), Grasset, Paris, 1991 ; Le Grand livre du mois, Paris, 1991 ISBN 2-246-44311-3 ; rééd. France loisirs, Paris, 1992 ISBN 2-7242-6891-1 ; Le livre de poche, 2006 ISBN 978-2-253-11721-6.
- Avec Henry Rousso, Vichy, un passé qui ne passe pas, Éditions Fayard, Paris, 1994 ISBN 2-213-59237-3 ; rééd. Gallimard, coll. « Folio histoire », Paris, 1996, 513 p. ISBN 2-07-032900-3.
- Le Procès Papon – Un journal d'audience, Gallimard, Paris, 1998 ISBN 2-07-075280-1.
- La Gauche sans le peuple, Fayard, Paris, 2004 ISBN 2-213-61790-2.